# Literatura en catalán

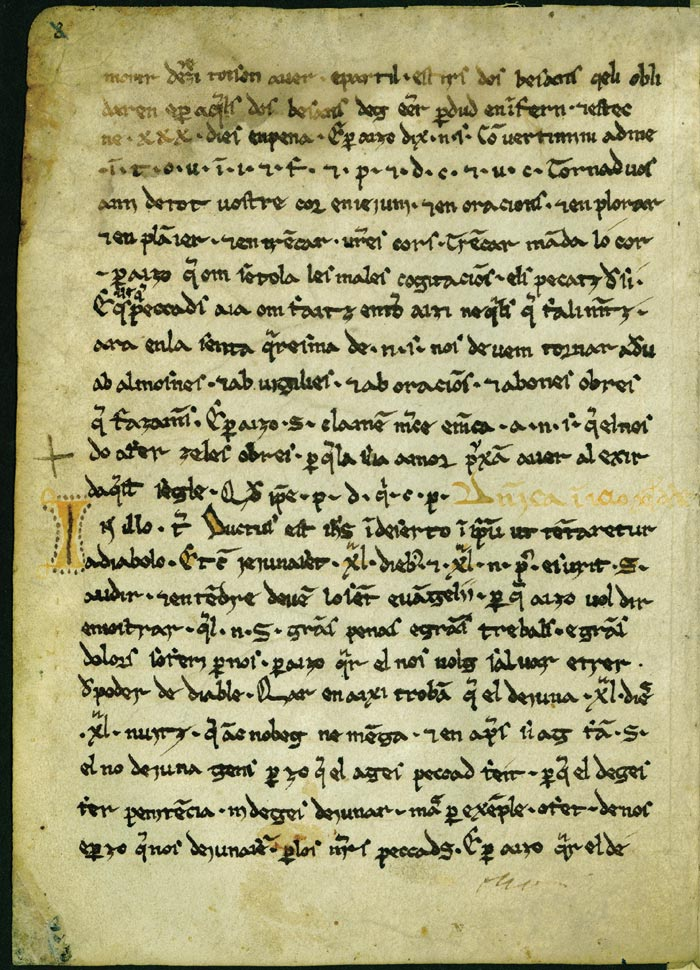
Fragmento del manuscrito que contiene las Homilías de Organyà, primer texto extenso escrito en idioma catalán.

La literatura en catalán o en valenciano está constituida por el conjunto de producciones literarias escritas en catalán / valenciano.
Las Homilías de Organyà están consideradas el primer texto extenso manuscrito en este idioma y la novela caballeresca Tirante el Blanco, escrita por Joanot Martorell, su obra cumbre. Esta última fue escrita durante el Siglo de Oro literario de esta lengua: el Siglo de Oro de las letras valencianas.
Entre sus máximos exponentes destacan los autores de las Cuatro grandes crónicas; el escritor medieval mallorquín Ramon Llull; los escritores del Siglo de Oro valenciano: Ausiàs March, Jaume Roig, sor Isabel de Villena o, el ya mencionado, Joanot Martorell, entre otros; los autores de la Renaixença  i la Renaixença valenciana; y los contemporáneos: Mercè Rodoreda, Joan Sales, Vicent Andrés Estellés, Llorenç Villalonga, Josep Pla, Carles Riba, Carmelina Sánchez-Cutillas, Salvador Espriu, Enric Valor o Joan Fuster, entre muchos otros.
Actualmente, con el reconocimiento de las lenguas cooficiales de España tras el fin de la dictadura franquista, la literatura en catalán / valenciano se ha generalizado y se han establecido nuevas editoriales, premios y publicaciones literarias, apareciendo reconocidos escritores como: Joan Francesc Mira, Jaume Cabré, Baltasar Porcel, Isabel-Clara Simó, Carme Riera o Quim Monzó.

## Lírica medieval: los trovadores

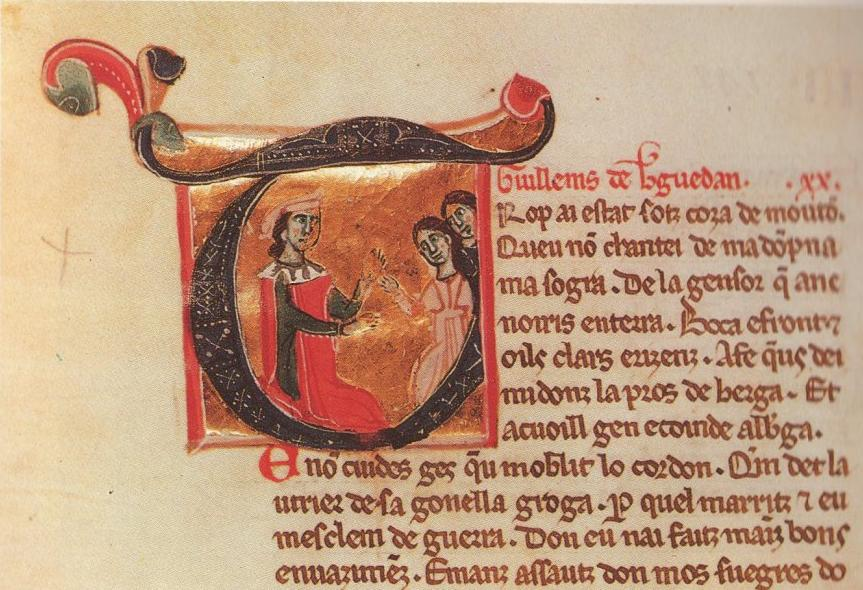
El trovador Guillem de Berguedan con dos damas

Aunque ya se encuentran a lo largo del siglo XI algunos documentos de carácter feudal en los que se utiliza la lengua romance catalana, en su totalidad o mezclada con un latín deficiente, como los Greuges de Guitard Isarn, senyor de Caboet, el primer testimonio de uso literario de la lengua son las Homilías de Organyà de finales del siglo XI o principios del XII, que consisten en fragmentos de un sermonario destinado a la predicación del Evangelio.
La literatura en catalán vio sus primeras grandes obras antes en prosa que en verso. Esto se debió a que los poetas cultos, hasta el siglo XV, preferían utilizar el provenzal literario en vez de la variedad autóctona, como en el caso de Alfonso II, llamado "el Trovador", Cerverí de Girona o Guillem de Berguedan y otros de obra menos conocida, como Guillem de Cabestany, Guerau de Cabrera, Thomás Périz de Fozes, Ponç de la Guàrdia, Gilabert de Próixita, Guillem de Masdovelles ,Hermenegil de Berga o Raimon Vidal de Bezaudun. Todos estos, y muchos más, aparecen cuidadosamente compilados, traducidos, estudiados y anotados en los tres volúmenes antológicos que les dedicó el gran erudito y medievalista Martín de Riquer (Los trovadores, Barcelona: Planeta, 1975; reimpresos posteriormente varias veces en Barcelona: Editorial Ariel).
Cabe destacar, sin embargo, que existían pocas diferencias entre la lengua catalana y las diversas variedades occitanas (provenzal, lenguadociano, lemosín, gascón...), muchas menos en la Edad Media, ya que durante esa época y en siglos posteriores se consideraban la misma lengua. Sin embargo, en el caso de los poetas catalanes, la variedad de provenzal o occitano utilizado era una koiné literaria, o lengua común procedente de la unificación o mezcla de diversas variedades dialectales, de tipo áulico, cultivada también en las antiguas cortes y feudos-estado de Occitania y parte del norte de Italia.
Las primeras manifestaciones en poesía culta en Europa en una lengua moderna fueron escritas por los trovadores, quienes seguían unas normas estrictas y codificadas para elaborar su poesía, utilizando los códigos de la literatura trovadoresca como el amor cortés. Los trovadores y poetas catalanes participaron de esta cultura trovadoresca. La gran proximidad política, lingüística y cultural entre los condados catalanes y los antiguos feudos de Occitania (Aquitania, Tolosa, Provenza...) hizo posible compartir una variedad literaria común trovadoresca, de tipo cortesano, que se mantuvo en la Corona de Aragón hasta el siglo XV para escribir poesía hasta la aparición del valenciano Ausiàs March, el primer poeta que abandona la influencia de la koiné literaria occitana y los principales elementos de este tipo de poesía. Por este motivo, en la historia de la literatura catalana medieval se incluye toda la nómina de trovadores conocidos, ya sean propiamente catalanes u occitanos. La poesía en la variedad catalana estrictamente territorial era utilizada por los juglares en sus espectáculos ante públicos populares, sin que se conserve, a la actualidad, ningún ejemplo. En el siglo XII aparecen también las primeras traducciones de textos jurídicos, como la de Liber iudiciorum (Llibre dels Judicis o Llibre Jutge).

## Crónicas históricas

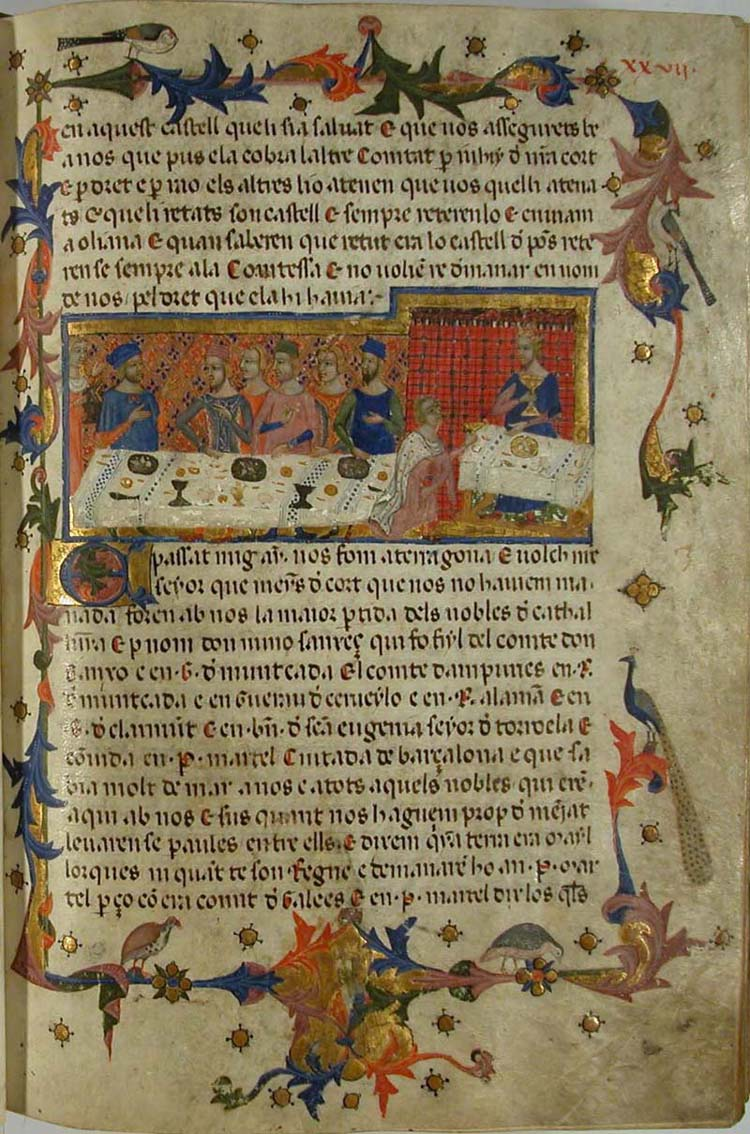
Llibre dels fets.

La lengua catalana fue utilizada también en la narración de las gestas y crónicas de los soberanos, en particular las llamadas Cuatro grandes crónicas: el Llibre dels feits de Jaume I, la Crònica de Bernat Desclot, la Crònica de Ramón Muntaner y la Crònica de Pere el Ceremoniós.
Aunque la primera versión de la Gesta comitum barchinonensium fue escrita en latín a finales del siglo XII, la siguiente edición revisada de la obra, conocida como "versión intermedia", fue escrita en catalán alrededor de 1268 o 1269 y publicada en Barcelona.
Existe consenso filológico en que la primera versión del Llibre dels feits de Jaime I fue escrita en catalán y en su mayor parte poco antes de la muerte del rey, es decir, en una fecha anterior a 1276. El Llibre del rei en Pere d'Aragó e dels seus antecessors passats, más conocido como Crónica de Bernat Desclot, escrito alrededor de 1290, narra diversos hechos notables de los reinados de Jaime I, Pedro el Grande, Alfonso el Liberal y Jaime II. La Crónica de Ramon Muntaner fue escrita por este autor entre 1325 y 1332 y destaca por su vívida descripción de las expediciones de los almogávares. Finalmente, la Crónica de Pedro el Ceremonioso fue escrita por orden de este rey para glorificar sus acciones y las de su padre Alfonso el Benigno.

## Esplendor medieval
El mallorquín Ramon Llull (siglo XIII), figura capital de la literatura catalana, es considerado el padre de la prosa en catalán, también escribió poesía de tipo cortesano en koiné occitana, aunque su obra fue destruida por el propio autor al considerarla banal y superficial. Entre sus obras cabe destacar su novela Blanquerna, un libro místico: Llibre d'amic e amat, el Libro del gentil y los tres sabios, el Libro del Orden de Caballería, poesías como el Cant de Ramon ("Canto de Raimundo") o Lo desconhort ("El desconsuelo") o su autobiografía, Vida coetània, Les cents noms de Déu ('Los cien nombres de Dios', 1289), el Libro de los mil proverbios y Félix o Libro de las maravillas (que incluye el Libro de las bestias), entre muchas obras de carácter ante todo científico, filosófico o teológico.
Destacan autores influidos ya en cierto modo por el humanismo, como Pere March, Jaume Gassull, Bernat Fenollar, Bernat Hug de Rocabertí o el poeta misógino Pere Torroella (algunos de ellos pertenecientes a la generación del Siglo de Oro de la literatura valenciana) entre muchos otros. Paralelamente destacaron autores religiosos como Francesc Eiximenis, sin duda uno de los autores en valenciano más leídos en su época; san Vicente Ferrer y el pícaro fraile franciscano converso al islam Anselm Turmeda, que escribió igualmente en árabe.
En el mismo filo entre los siglos XIV y XV surgen poetas que escribieron en la koiné literaria occitana o en un catalán occitanizado, a menudo siguiendo las pautas trovadorescas, fueron Jordi de Sant Jordi y Andreu Febrer, traductor este último de la Divina comedia de Dante Alighieri al catalán. El notario y prehumanista Bernat Metge escribió en 1381 el Llibre de Fortuna e Prudència («Libro de Fortuna y Prudencia»), poema alegórico en el que se debate la cuestión de la Providencia divina al más puro estilo de la tradición medieval, fundándose en el precedente inevitable del De consolatione philosophiae del romano Boecio. También realizó la traducción del relato de Valter y Griselda, última de las novelle del Decamerón de Boccaccio, pero no la hizo a partir del original italiano, sino de la traducción en latín de Petrarca (el Griseldis). La importancia de la traducción de Metge se debe, además de a su elegante prosa, a la carta introductoria que acompaña al relato, pues supone la primera muestra de admiración por Petrarca que se conoce en España. Su obra maestra fue Lo Somni («El sueño»), redactado en 1399, donde se le aparece Juan I en el Purgatorio. Lo escribió en la cárcel, tras caer en desgracia y ser encarcelado por la nueva reina María de Luna junto al resto de colaboradores del difunto monarca. El valenciano Ausiàs March, "hombre de asaz elevado espíritu" según la Carta e proemio al Condestable don Pedro de Portugal del Marqués de Santillana, es considerado el poeta del apogeo de la literatura valenciana del (siglo XV); abandona ya los tópicos y elementos propios de los trovadores y crea su propio sistema de imágenes y conceptos amorosos, en un estilo austero y grave de feroz introspección que nada debe a las florituras italianas. Sus obras principales se reparten en tres grupos, los Cantos de amor, los Cantos de muerte y el Canto espiritual.
En el siglo XV se escribe también Curial e Güelfa, un extraño y original híbrido de libro de caballerías y novela sentimental muy verosímil, escrito probablemente entre 1435 y 1462 por un autor anónimo que conocía muy bien la literatura antigua y moderna. De esta época es también el llamado siglo de oro valenciano, con una producción muy destacada de escritores en poesía y prosa que culmina con Tirante el Blanco de Joanot Martorell (publicada en 1490). L'Espill o Llibre de les dones es una novela en verso de carácter misógino. Fue escrita por el valenciano Jaume Roig entre 1455 y 1462 y se compone de más de dieciséis mil versos tetrasílabos. El Espill consta de un prefacio y de cuatro libros que, a su vez, se dividen en cuatro partes. En el prefacio, el narrador hace una declaración de principios, éticos y estilísticos. En el libro primero, "De su juventud", conocemos al protagonista, que habla siempre en primera persona y explica cómo fue su infancia. Huérfano de padre y expulsado de su casa por su madre, se ve obligado a ganarse la vida en Valencia. Poco después emprende un viaje aventurero, primero por Cataluña y luego por Francia. Lucha en la guerra de los Cien Años con las tropas francesas y en París, cuando ya es rico gracias a los botines obtenidos, interviene en la vida caballeresca. El segundo libro, "De cuando estuvo casado", narra los sucesivos fracasos matrimoniales del protagonista, primero con una doncella que al final resultó que no lo era, después con una viuda, en tercer lugar con una novicia y, finalmente, explica el frustrado intento de casarse con una beguina. En el tercer libro, "De la lección de Salomón", el protagonista, desesperado por no poder encontrar una esposa adecuada, pretende casarse con una pariente suya. Entonces se le aparece en sueños Salomón, el sabio bíblico por antonomasia, que le suelta una larga invectiva contra las mujeres que corrobora con ejemplos bíblicos las malas experiencias relatadas en los dos libros anteriores. Y el cuarto libro se titula "De enviudar". Cierran la escuela valenciana Joan Roís de Corella (1433/43-1497), que luce un humanismo erudito, y sor Isabel de Villena (1430-1490), pluma tierna e intimista, que contrarresta la misoginia de L'Espill en su Vita Christi.
Históricamente se ha aceptado que tras una época de esplendor que culmina con Tirant lo Blanc, el catalán como lengua literaria entra en una larga fase de decadencia desde el siglo XVI a 1833. Pero actualmente, estudios recientes están revalorizando las obras de los autores renacentistas (Cristòfor Despuig, Joan Timoneda, Pere Serafí), barrocos (Francesc Vicenç Garcia, Francesc Fontanella, Josep Romaguera) y neoclásicos (Juan Ramis, Francesc Mulet), de modo que se va hacia una revisión del concepto Decadència.
Como hitos de este período para la lengua valenciana, se pueden contar la primera impresión de una traducción de la Biblia en lengua no latina, la Biblia Valenciana, impresa por encargo de Bonifacio Ferrer en 1478, o la redacción de una Teología en 1440 por el valenciano Francesc Pertusa, la cual es la única obra escrita sobre esta ciencia en una lengua diferente del latín de la Edad Media.

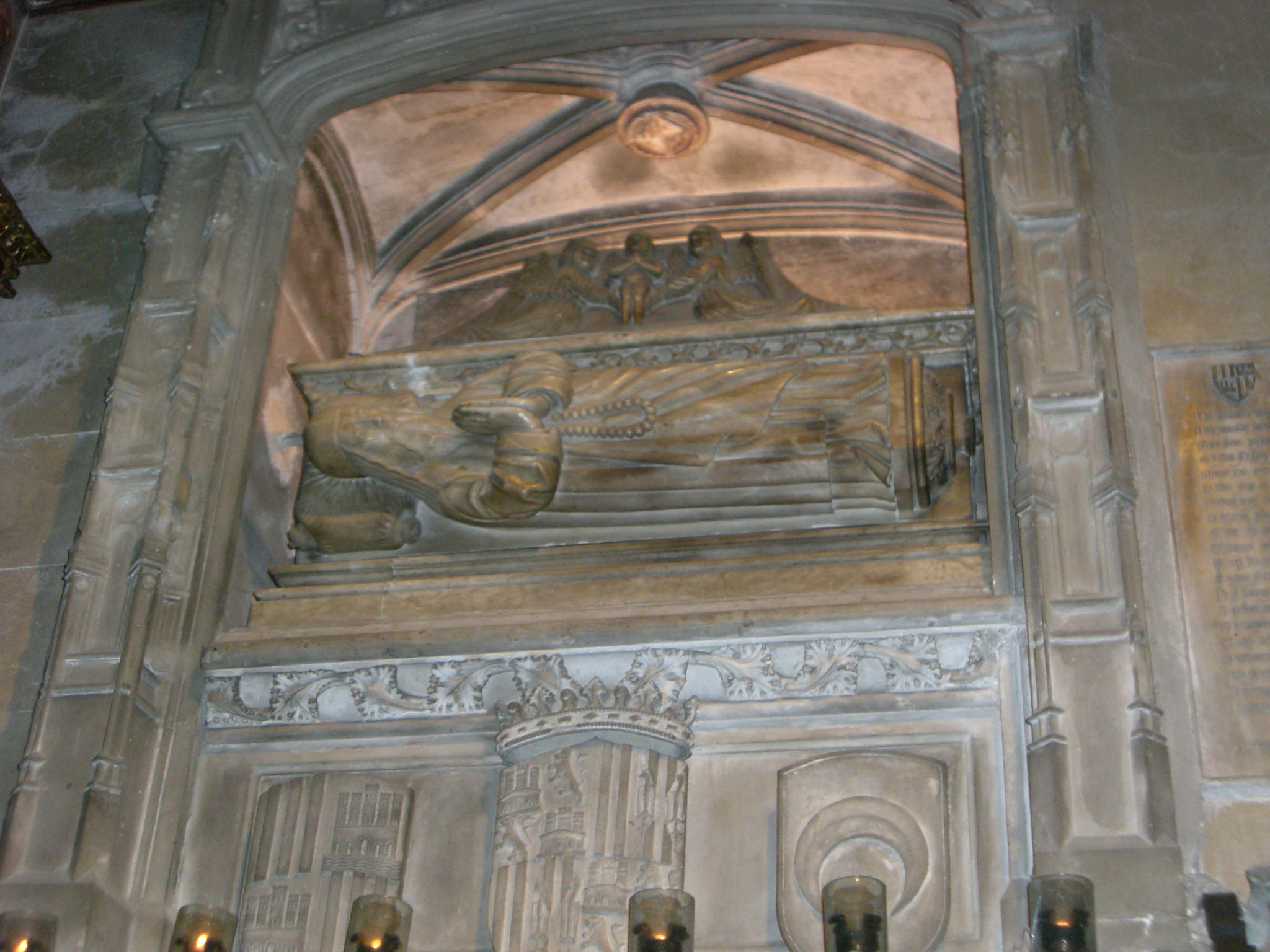
Sepulcro de Ramon Llull en el convento de San Francisco (Palma de Mallorca).
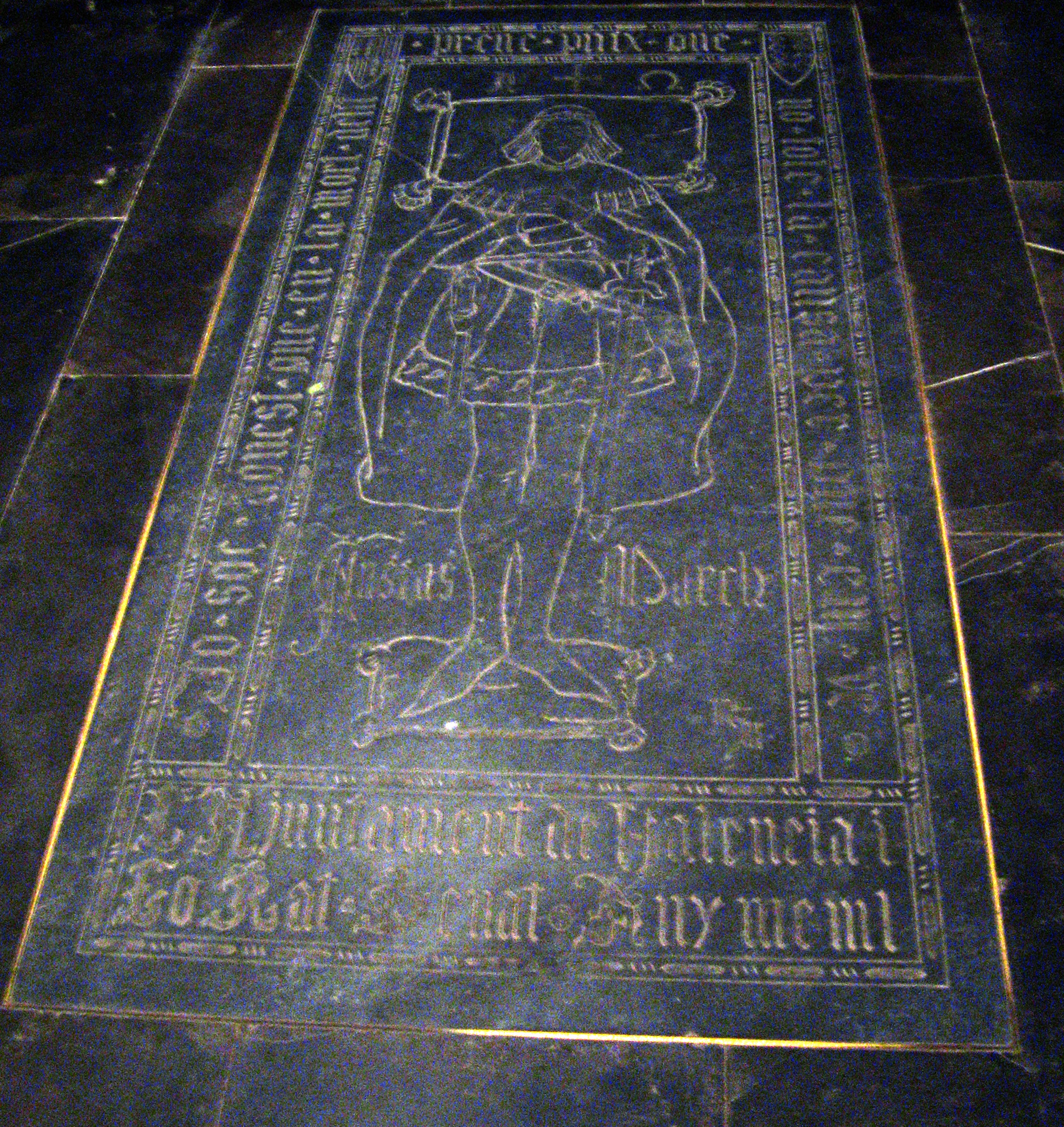
Tumba de Ausiàs March en la Catedral de Santa María de Valencia.
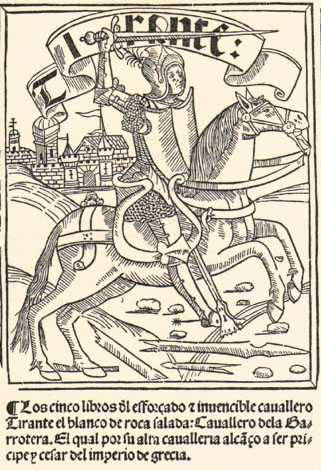
Portada de Tirant lo Blanc de 1511.
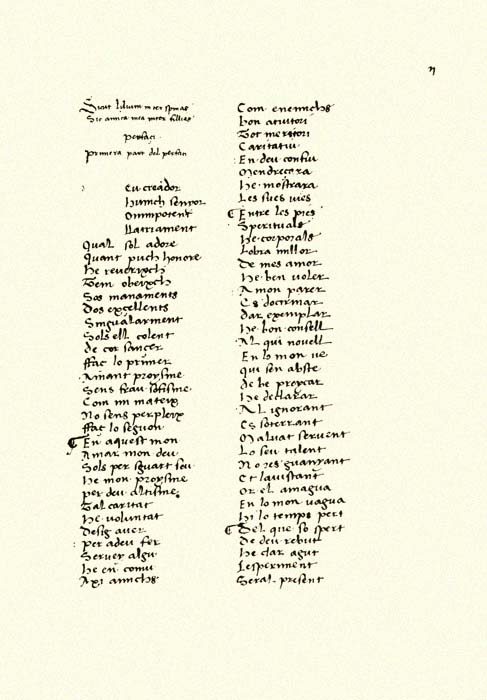
Manuscrito de L'Espill, de Jaume Roig.

## Decadencia
Durante el siglo XV, tuvo lugar el Compromiso de Caspe (1412) donde se eligió como rey a Fernando de Antequera (1410-1416), lo que introdujo en Cataluña la dinastía de los Trastámara. La lengua de la corte pasó a ser la castellana. El año 1479 se produjo la unión dinástica de Aragón y Castilla que, aunque jurídicamente no cambió nada, sí que tuvo consecuencias negativas para el uso del catalán:
- Pérdida de fuerza de las clases dirigentes autóctonas y sumisión política de la Corona que puso en peligro el catalán como lengua de cultura.
- Además, Castilla pasó a ser durante los siglos XVI y XVII una potencia mundial.
- Fueron los siglos de oro de la literatura castellana y por tanto, la mayoría de los escritores catalanes escribieron en castellano, configurándose así la idea de que el catalán no era una lengua apta para la literatura ni, en general, para la cultura, circunstancias que provocaron una decadencia grave de la literatura catalana culta.

### Renacimiento

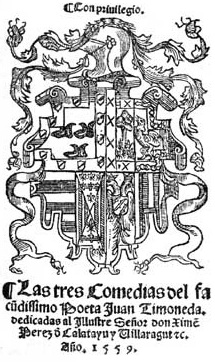
Portada de Las Tres Comedias de Joan Timoneda.

La literatura en catalán, sin romper con la tradición medieval, recuperó algunos de los cánones estéticos y de los modelos formales del clasicismo. Pero la tradición por el estudio de las lenguas clásicas, característica del humanismo, no impidió el desarrollo de la literatura en lenguas vulgares. Mientras la minoría aristocrática vacilaba entre el uso del español y el catalán, la mayoría popular continuó rehaciendo y ampliando en la lengua propia la tradición que se había elaborado en el transcurso de los siglos.

#### Prosa
La prosa más valiosa del periodo son Los col·loquis de la insigne ciutat de Tortosa (1557) de Cristòfor Despuig, tanto por el uso del diálogo, una forma literaria clásica, como el espíritu crítico de su autor, en una prosa noble con algunos ecos erasmistas. Dentro también de la narrativa histórica, hay que señalar las crónicas de Pere Miquel Carbonell, Pere Antoni Beuter y la novela alegórica representada por L'espill de la vida religiosa, obra anónima publicada en 1515, atribuida por algunos a Miquel Comalada, con influencias lulianas y reformistas que estaban alcanzando una verdadera proyección europea.
En el campo de la literatura de entretenimiento, aparecen las novelle y las facecias como las de Jordi Centelles y Joan Timoneda. Durante esta época funcionaba en Valencia un teatro de intención realista y satírica que da muestras tan espléndidas como La vesita de Joan Ferrandis d'Herèdia.

#### Poesía
El mejor poeta en catalán del momento fue Pere Serafí, quien alternó el idealismo amoroso de inspiración petrarquista o ausiasmarquista con la glosa de refranes y canciones populares. Otros poetas, como Andreu Martí Pineda y Valeri Fuster, insistieron con una cierta originalidad en los modelos costumbristas valencianos de finales del siglo XV. Los poemas de Joan Pujol, ya en la segunda mitad del siglo XVI, y los actos sacramentales de Joan Timoneda reflejan el cambio de la contrarreforma que tenía que culminar con el barroco. Con la contrarreforma desaparece el espíritu de crítica y de búsqueda para propugnar una visión más rígida y ascética de la vida.

### Barroco

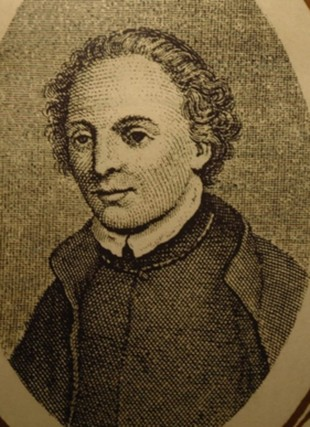
Francesc Vicent García, Rector de Vallfogona, en un grabado difundido el año 1840

Las primeras manifestaciones propiamente barrocas (autores anteriores como Joan Timoneda o Joan Pujol pueden considerarse como unos síntomas literarios iniciales de la contrarreforma) no se produjeron hasta los inicios del siglo XVII y se prolongaron durante todo el siglo XVIII ya con elementos de estética rococó.
En este periodo se recibieron claras influencias del gran barroco castellano, con autores como Garcilaso de la Vega, Góngora, Quevedo, Calderón de la Barca, Baltasar Gracián, etc., que actuaban sin mucha relación entre unos y otros.
Una figura crucial del barroco en catalán fue el poeta y comediógrafo Francesc Vicent Garcia i Torres, quien fue el único que consiguió formar una escuela que le imitó en aquellos aspectos más secundarios y que se prolongó hasta bien entrada en siglo XIX. Francesc Fontanella y Josep Romaguera aportarían también destacadas contribuciones durante el barroco.
El momento culminante de esta corriente puede situarse durante la Guerra de los Segadores, cuando aparecieron intentos ya conscientes de renovar y revitalizar la cultura en catalán y que fracasó con la derrota de las tropas catalanas. Hay que destacar la obra poética y dramática de Francesc Fontanella. Otras figuras del barroco en catalán fueron Pere Jacint Morlà y Josep Blanch, también de mediados del siglo XVII. Josep Romaguera, entre los siglos XVII y XVIII, mantenía con relativa eficacia estos propósitos. Agustí Eura Joan de Boixadors, Guillem Roca i Segui y Francesc Tagell, de la primera mitad del siglo XVIII, insistieron con desigual fortuna.

### Ilustración

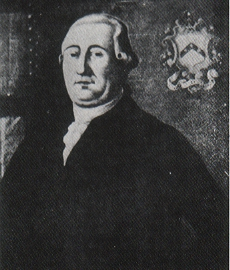
Juan Ramis

Desde finales del siglo XVIII, la filosofía crítica y la erudición lingüística e histórica de la Ilustración habían renovado todo el concepto de cultura. Nace una nueva mentalidad que consideraba que la obra había de ser útil o no ser. Es una época de inicios de actividades científicas y de un desprecio razonado de la lírica gratuita. La máxima consideración la obtenían los textos de moral o pedagogía.
En Cataluña estuvo representada por un grupo brillante, siguiendo la iniciación metodológica del valenciano Jacint Segura retomada por el impulso del obispo Ascensi Sales. Hay que destacar también la novela del alicantino Pedro Montengón, Eusebio, escrita en castellano. También hay que destacar un grupo formado por diversos traductores y escritores como Francesc Mulet, Antoni Febrer así como Juan Ramis y sus piezas de teatro neoclásico, entre las cuales destaca Lucrècia.
Puede afirmarse que la literatura en catalán en este periodo fue prácticamente inexistente por lo que se refiere a la literatura culta, ya que la mayoría de los ilustrados prefirieron en su expresión lenguas más internacionales, como el propio gran erudito Gregorio Mayáns y Siscar. Únicamente han perdurado el conjunto de los géneros populares como portavoces más cualificados de la época. El terreno era el teatro jocoso y satírico (entremeses) con textos, la mayoría inéditos, redactados por no profesionales; y también epistolarios, narraciones privadas y dietarios que reflejan la mentalidad de la época, de que son muestra los cincuenta y dos volúmenes del Calaix de sastre del Barón de Maldà, situado en el lado opuesto a la ilustración al preludiar la literatura costumbrista que tanto éxito alcanzará en el romanticismo.
La poesía popular, espontánea y multiforme, confirió a la literatura del siglo XVIII unos títulos con una categoría superior a los alcanzados por los intentos cultos. Esta literatura popular solo compartía con la ilustración la época y el hecho de desarrollarse bajos los signos de "naturaleza" y "libertad". Pero sobre todo estaba asociada con la lengua del pueblo.
A principios del siglo XIX, y gracias al conde d'Aiamans y al autor anónimo de Lo Temple de la Glòria, ya se incorporan algunos elementos románticos.

### Romanticismo

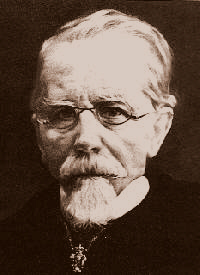
Joaquim Rubió i Ors.

El primer romanticismo, planteado en temas inequívocamente catalanes, fue escrito básicamente en lengua castellana. Hacia finales de este periodo, sin embargo, ya se empezó a tomar consciencia de la contradicción que existía entre el contenido y el público al que se dirigía y la lengua en que se realizaba. Así, por ejemplo, Pere Mata escribió un largo poema en catalán El Vapor (1836) y Joaquim Rubió i Ors empezó a publicar sus poemas en el Diario de Barcelona (1839).
En esta época se forma una intelectualidad burguesa de inspiración liberal, joven y combativa y, en muchos casos, revolucionaria. La evolución de los hechos, con escritores exiliados o recluidos en la clandestinidad, no permitió su eclosión. Algunos, como Manuel Milá y Fontanals y su gripo, renegaron de los inicios liberales. Otros, como Antoni Ribot i Fontserè o Pere Mata, emigraron a Madrid.
Entre 1844 y 1870, el romanticismo conservador, más o menos teñido de elementos populares o clásicos, monopolizó las letras en catalán. Algunos, como Víctor Balaguer, insistieron en una literatura que fuera también un instrumento de progreso.

## Literatura contemporánea

### Renaixença
La Renaixença es el nombre dado al gran movimiento restaurador de la lengua, literatura y de la cultura catalana que se inició en el Principado en la primera mitad del siglo XIX. Coincidió más o menos con la segunda parte del estallido del Romanticismo en Europa. Aunque cada tendencia siguió un camino propio, se produjo una integración por lo que respecta al uso de la lengua y a los ideales políticos.
Suele situarse en el periodo comprendido entre la aparición en 1833, en el periódico El Vapor, de La Pàtria de Buenaventura Carlos Aribau y de la presentación en los juegos florales de 1877 de L'Atlantida de Jacinto Verdaguer.
En 1835 se restauró la Universidad de Barcelona y en 1839 fue publicado el primer libro de poesía en catalán, Llàgrimes de viudesa, de Miquel Anton Martí. En las revistas y periódicos de Barcelona, iban apareciendo composiciones catalanas, aunque la primera revista escrita íntegramente en catalán, Lo verdader catalá, no apareció hasta 1843.
En sus inicios, la consciencia de la Renaixença fue potenciada por la recuperación de la propia historia, por el poder creciente de la burguesía liberal (especialmente la de Barcelona), por ser decididamente liberal y romántica, por utilizar con una relativa normalidad la propia lengua y, además, con una producción literaria seria y perseverante. Entre sus miembros más destacados hay que señalar a Marian Aguiló, Joan Cortada, Manuel Milá y Fontanals, Pau Piferrer y Joaquín Rubió i Ors.
En la segunda mitad del siglo XIX, el enderezamiento es cada vez más claro, ayudado por algunas instituciones como la Real Academia de las Buenas Letras de Barcelona, la Universidad de Barcelona o algunos sectores de la iglesia (que representan Jaume Collell i Bancells y Josep Torras i Bages).
Por lo que se refiere a la lengua, se promovieron los instrumentos culturales más urgentes y básicos como gramáticas y diccionarios. Se crearon unos mitos políticos propios (Jaime I y Felipe V) y literarios (los trovadores) y su proyección se extendió más allá de la erudición y la lírica en un intento de catalanizar otros campos como la filosofía, la ciencia, el arte o el derecho.
En 1859 se fundaron los Juegos Florales que significaron una gran proyección popular. Esta fundación era estéticamente e ideológicamente conservadora, pero social e idiomáticamente ayudó a difundir la cultura dentro de los medios populares y, especialmente, rurales. Contaron con el prestigio de un reconocimiento público notable y, si bien empezaron en Barcelona, fueron reproducidos en muchos otros sitios y tomaron el carácter de órgano supremo de la Renaixença. Ayudó a hacer surgir un número considerable de autores, a menudo procedentes de la pequeña burguesía urbana y dedicados casi exclusivamente a la poesía, entre los que destacan Antoni de Bofarull y Víctor Balaguer.
Fruto de un carácter más bien conservador, el movimiento, por otra parte, casi no afectó a la literatura popular que se había ido generando en catalán casi sin interrupción en todo el periodo de la decadència. Más bien fue visto con recelo por parte de sus autores (Abdó Terrades, Anselmo Clavé o Frederic Soler).
En 1862 se instauró el primer premio dedicado a la narrativa dentro de los Juegos Florales, resultando ganadora la novela L'orfeneta de Menargues de Antoni de Bofarull. El teatro no formó parte de los Juegos hasta 1865 con el estreno del primer drama en catalán del siglo Tal faràs, tal trobaràs de Vidal i Valenciano. La poesía culta, en cambio, fue editada en catalán desde 1839, pero su proceso se coronó con el poema épico L'Atlàntida de Jacinto Verdaguer, publicado en 1878. Autores destacados de este siglo fueron: el poeta y dramaturgo Àngel Guimerà, los poetas Teodor Llorente o Manuel Pons i Gallarza o el novelista Narcís Oller.

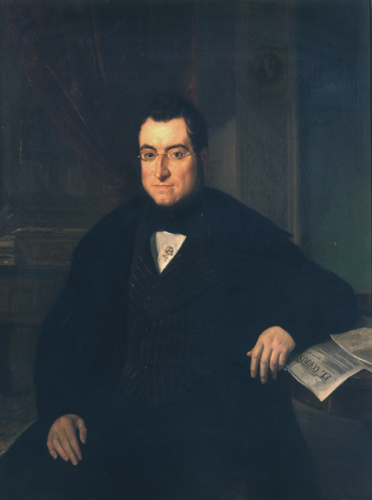
Buenaventura Carlos Aribau (1844), óleo de Joaquín Espalter y Rull (1809-1880), en la Real Academia Catalana de Bellas Artes de San Jorge de Barcelona.
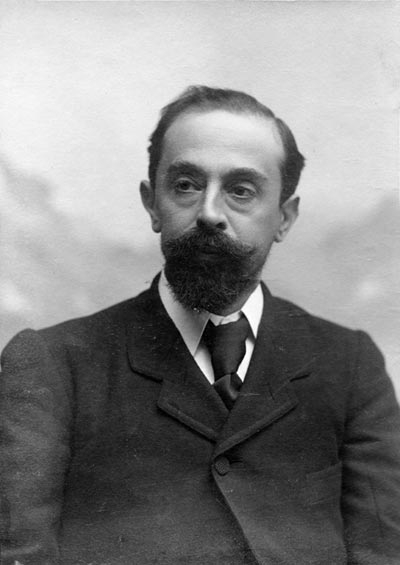
Joan Maragall.
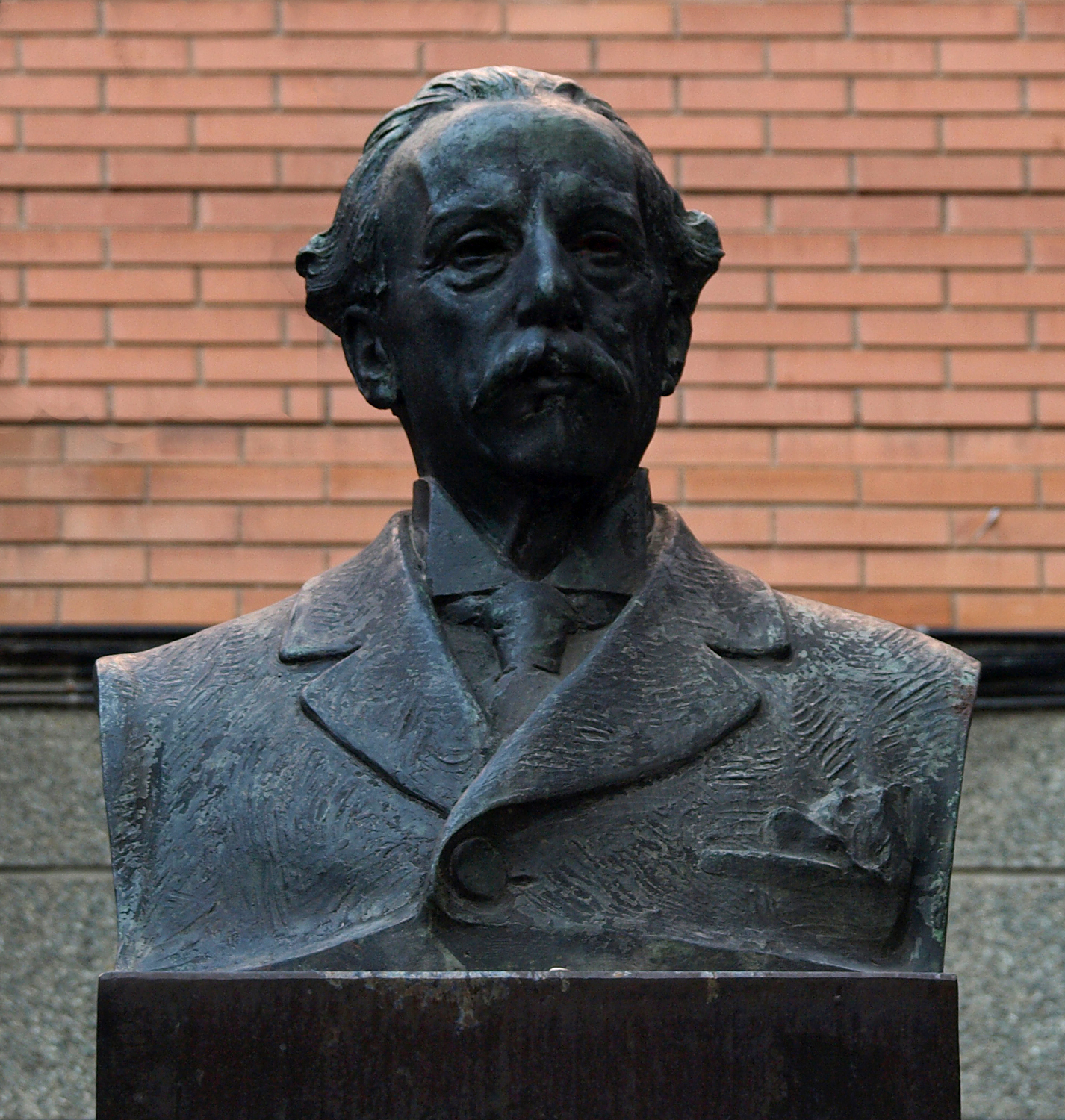
Busto del prosista Narcís Oller realizado por Eusebio Arnau.
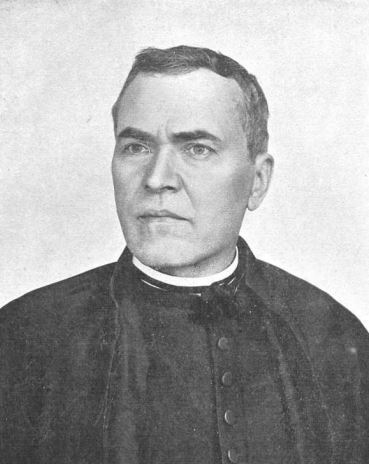
Jacinto Verdaguer.
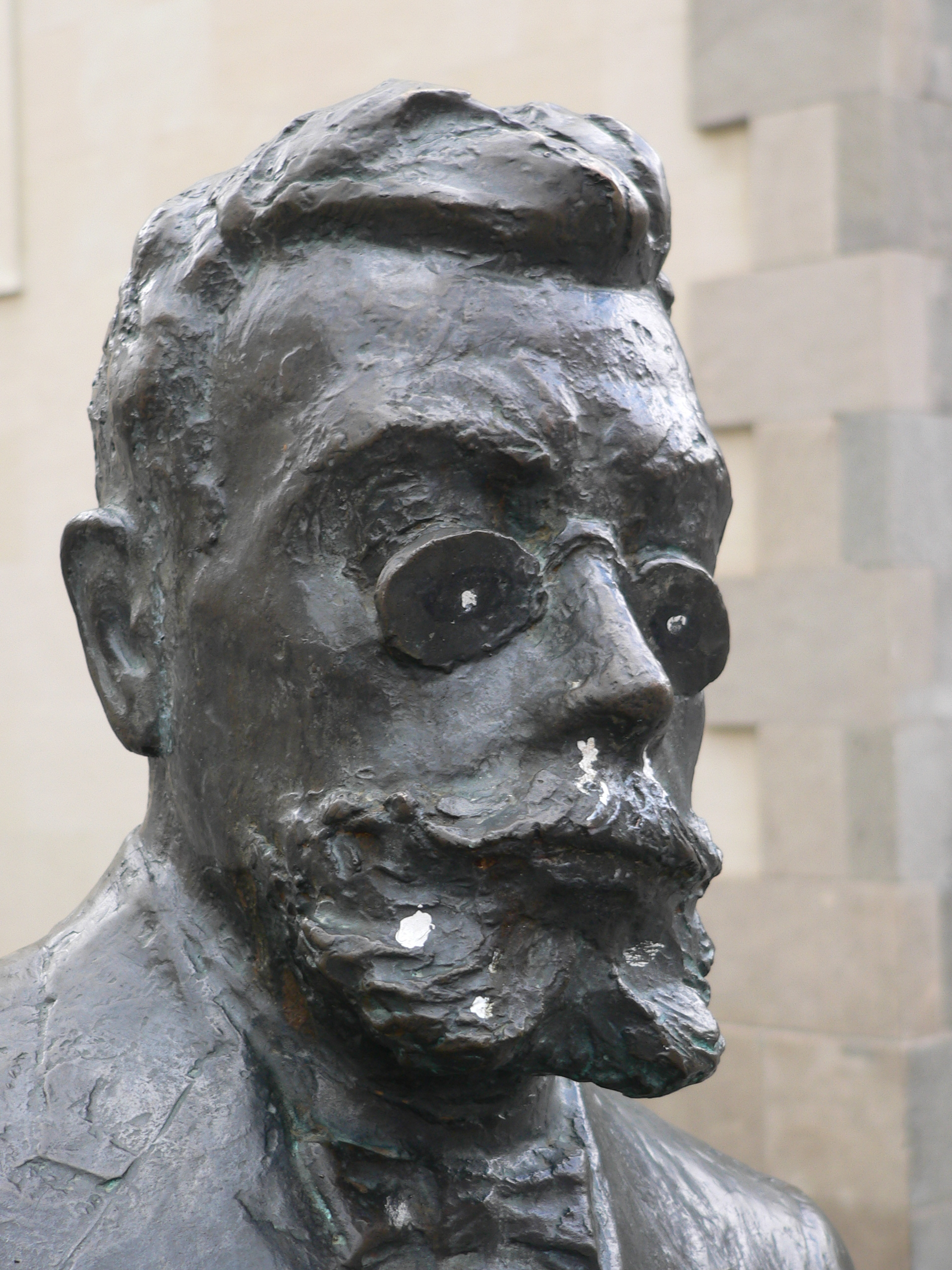
Àngel Guimerà.

### Comienzos delsigloXX
A finales del siglo XIX destaca el modernismo, con autores como Joan Maragall, Joaquim Ruyra o Víctor Català. 
Destacó después el llamado Noucentisme o Novecentismo catalán, y en particular la llamada Escuela Mallorquina. Miquel Costa i Llobera y Joan Alcover, que también bebieron de la poesía novecentista, serían sus autores más destacados. La novela, que todavía arrastraba los déficits de la falta de tradición, recibió el impulso de autores como Raimon Casellas, Prudenci Bertrana, Joaquim Ruyra y Caterina Albert, más conocida por su seudónimo Víctor Català. Ella construyó una narrativa que fusionaba el simbolismo y costumbrismo, con protagonistas que luchaban por transformar una realidad adversa. Una de sus obras más importantes fue Solitud ["Soledad"], una de las novelas más representativas del Modernismo y entre las más importantes de la narrativa del siglo XX español. Santiago Rusiñol, pintor impresionista, tuvo también un gran papel como escritor introduciendo ideas modernistas en todos los ámbitos, especialmente en el teatro (L’auca del senyor Esteve, "Las aleluyas del señor Esteve"). Sus novelas fueron también muy celebradas por su sano humor, no exento de crítica social.

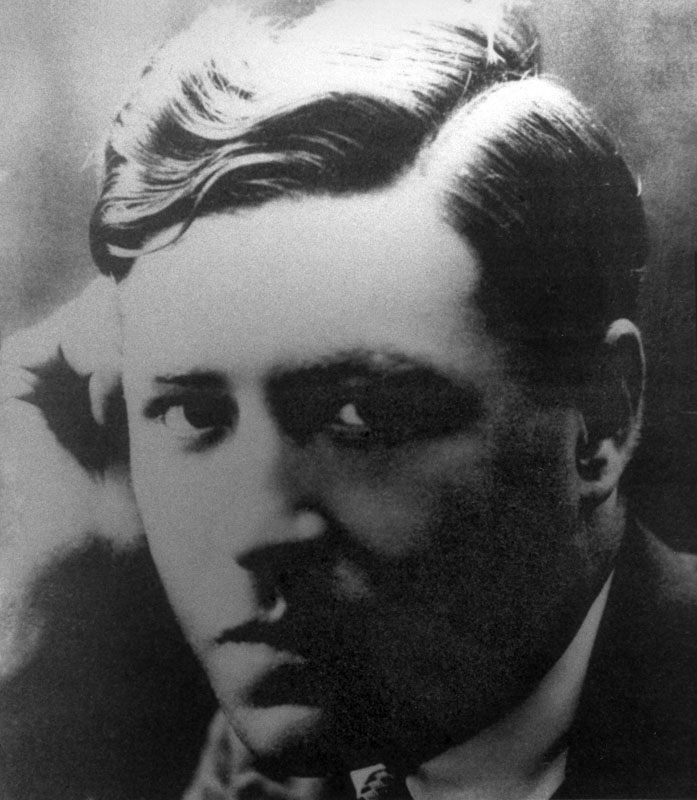
Josep Pla a los 20 años.
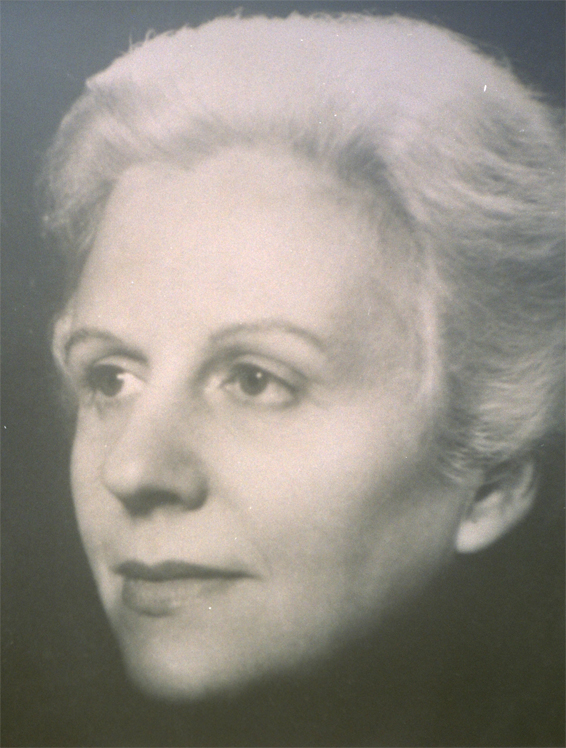
Mercè Rodoreda

### Literatura catalana durante el franquismo
Durante el siglo XX se consolida el catalán como lengua literaria, a pesar de las condiciones adversas durante las dictaduras de Primo de Rivera y Franco.
La abolición del Estatuto de Autonomía de Cataluña en 1938 significó el inicio de un largo proceso de españolización que intentó poner fin a toda manifestación explícita de la cultura catalana. De esta manera, ante la imposibilidad de manifestarse en la propia lengua, los intelectuales catalanes optaron por claudicar ideológicamente y lingüísticamente, continuaron de forma clandestina o bien terminaron exiliándose. Los intelectuales que decidieron claudicar ideológicamente y lingüísticamente tuvieron que decantarse por una literatura de expresión española, con manifestaciones derivadas de la ideología dominante, o bien intentando adaptar ideas propias de la cultura catalana de antes de la guerra (este es el caso de Juan Ramón Masoliver, vanguardista durante los años 20, que creó la colección "Poesía en la Mano ").
Sin embargo, quedaron en Cataluña otros intelectuales que se negaron a romper definitivamente con la lengua y la cultura autóctonas. Fue el caso de aquellos que optaron por el exilio interior, es decir, para actuar en la clandestinidad. Se organizaron tertulias literarias , reuniones culturales , lecturas poéticas, cursos de cultura catalana, etc, con el objetivo de llegar a la juventud y formar así nuevos escritores capaces de evitar la ruptura con la cultura y la lengua catalanas. Todos estos actos eran celebrados, sin embargo, en círculos privados y ante un público reducido y selecto. También comenzaron a publicarse una serie de revistas de vital importancia, algunas de las cuales fueron "Poesía" (1944-1945) , Ariel (revista) (1946-1951) y "Dau al Set" (1948-1955) . La primera, creada por Palau i Fabre, era de carácter vanguardista, porque además de un compromiso con la lengua tenía también un claro compromiso poético. La segunda, " Ariel ", fue ideada por Palau i Fabre, José Romeu y Parras, Miquel Tarradell, Joan Triadú y Frederic-Pau Verrié. Su antecedente más claro era "Poesía", y aunque no tenía un programa ideológico totalmente unificado, sobrevivió gracias a la voluntad común de recuperar determinados valores del pasado. Se negaron a lamentarse por el genocidio cultural y de ahí surgió el deseo de no detenerse en el resentimiento y traducirlo en acción. Querían demostrar que no había habido ruptura con el pasado, y lo hicieron recuperando estrategias pedagógicas de la tradición novecentista encaradas al futuro. Es en esta revista donde podemos vislumbrar claramente las dos tendencias del momento: por un lado , la tendencia que defendía el clasicismo como base de nuestra cultura y como modelo a seguir; por otro, la tendencia más vanguardista que defendía el arte moderno (Baudelaire, Rimbaud, Mallarmé, etc.). No obstante, tanto " Poesía" como " Ariel " supieron innovar sin dejar nunca de lado la tradición anterior. No obstante, tanto " Poesía" como " Ariel " supieron innovar sin dejar nunca de lado la tradición anterior. Por último, la revista "Dau al Set" contó con la colaboración de artistas como Modest Cuixart, Joan Ponç, Antoni Tàpies, Joan-Josep Tharrats, Arnau Puig y Joan Brossa que tenían como objetivo común conectar con la tradición vanguardista anterior a 1936, especialmente con el surrealismo.

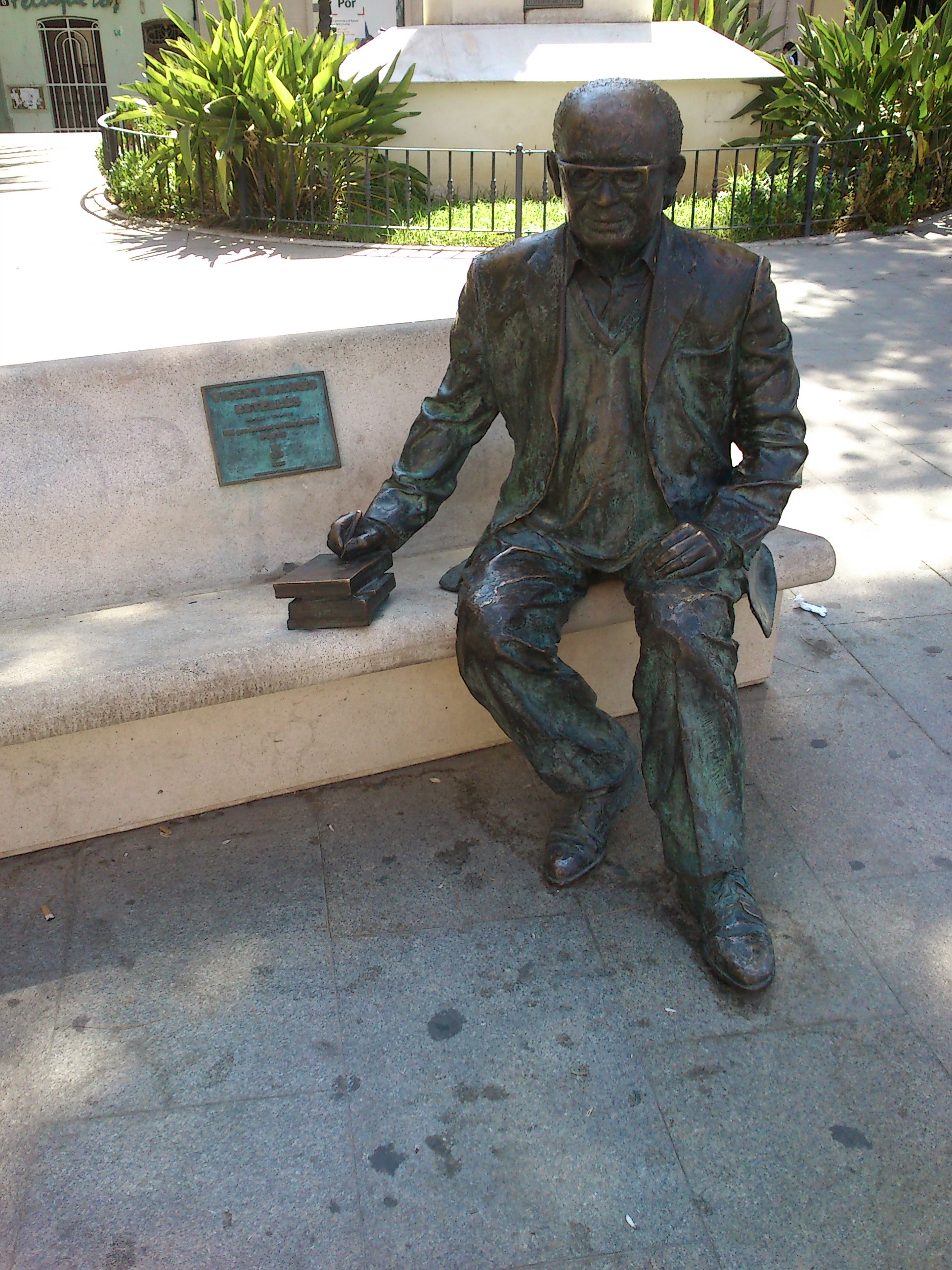
Estatua de Vicent Andrés Estellés en Burjasot.

La mayoría de los intelectuales catalanes que marcharon al exilio establecieron en Francia, excepto aquellos que pudieron evitar la invasión alemana marchando en América, México y Venezuela. Aunque tener que renunciar a la propia lengua, estos catalanes pudieron insertarse en una infraestructura cultural que les permitió trabajar como profesionales en diferentes campos (periodismo, mundo editorial , artes gráficas). Y si algo tenían en común estos exiliados con los intelectuales que se habían quedado en Cataluña trabajando en la clandestinidad, era la voluntad de dar continuidad a la lengua y la tradición literaria catalanas. De este modo, ya pesar de las penurias que tuvieron que sufrir los que marcharon al exilio, enseguida surgieron iniciativas para llevar a cabo esta continuidad. En 1939 ya se empezaron a editar libros y revistas en catalán, como por ejemplo la revista "Cataluña", editada con el objetivo de continuar la obra de los escritores catalanes. "Resurgimiento" y " Hermandad " son algunas de las otras revistas que también publicaron en el exilio los intelectuales catalanes. Con la misma voluntad de continuidad lingüística y cultural hay que destacar también el mantenimiento de los Juegos Florales de la Lengua Catalana entre 1941 y 1945.
En conclusión podemos decir que, a partir del año 1939, los intelectuales catalanes que se muestran reacios al nuevo orden político ponen en marcha, ya sea desde el exilio o desde la clandestinidad, diferentes iniciativas con una única voluntad común: la continuidad cultural y lingüística.
Autores como Josep Carner, el gran poeta Joan Salvat-Papasseit, Carles Riba, Josep Vicenç Foix, Salvador Espriu (cuyo poemario La pell de brau, "La piel de toro", reivindica la unión de los pueblos hispánicos en un mutuo respeto a sus culturas y tradiciones), Pere Quart, Josep Maria de Sagarra, los grandes prosistas Josep Pla (cuyas obras completas sobrepasan los cuarenta volúmenes), Llorenç Villalonga (autor de la famosa novela Bearn o La sala de las muñecas) y Mercè Rodoreda, célebre por su novela La plaza del diamante, sobre la juventud y guerra civil de una joven muchacha barcelonesa en preguerra, guerra y posguerra civil, Maria Barbal, Pere Calders, Gabriel Ferrater, Manuel de Pedrolo, Vicent Andrés Estellés, el audaz poeta experimental Joan Brossa, Jesús Moncada, Quim Monzó, Miquel Martí i Pol o Miquel de Palol han sido reconocidos por todo el mundo, con ediciones y traducciones en diversos idiomas. A principios del siglo XXI, la producción de libros en catalán es importante, tanto en calidad como en cantidad, con autores como Julià de Jòdar, Jaume Cabré o Feliu Formosa entre otros.

## Premios literarios
Existen varios premios en la literatura catalana de renombre, entre ellos:
- Premio de Honor de las Letras Catalanas
- Premio Sant Jordi de novela
- Premio Josep Pla
- Premio Ramon Llull de novela
- Premio Sant Joan de narrativa
- Premio Néstor Luján de novela histórica
- Premio Andrómeda de narrativa
- Premio de Novela Ciudad de Alcira
- Premios literarios Ciudad de Palma
- Premio Prudenci Bertrana de novela
- Premio Joan Crexells
- Premio Carles Riba de poesía
- Premio Ausiàs March de poesía
- Premio Nacional de Literatura de la Generalidad de Cataluña